# Трудовой (Челябинская область)
Трудовой — посёлок в Кунашакском районе Челябинской области России. Входит в состав Буринского сельского поселения.
Поселок основан в 1930. На его территории разместилось 2-е отделение вновь созданного зерносовхоза «Буринский». .

## География
Расположен в северной части района. Расстояние до районного центра, Кунашака, 40 км.

## Население
| 2002 | 2010 |
| ---- | ---- |
| 383  | ↘343 |

(в 1956 — 678, в 1959 — 1126, в 1970 — 900, в 1983 — 529, в 1995 — 529)

## Улицы
- Больничный переулок
- Дальняя улица
- Улица Кирова
- Улица Механизаторов
- Территория Микрорайон
- Улица Мира
- Степная улица
- Тихая улица
- Школьный переулок